# Pedro de Escobar
Pedro de Escobar (auch Pedro del Puerto oder Pedro de Porto; * zwischen 1465 und 1470 in Porto; † nach 1535 vermutlich in Évora) war ein portugiesischer Komponist.

## Leben
Von 1489 an wirkte er als Sänger in der Hofkapelle des kastilischen Königshofes unter Isabella I. Im Jahre 1497 kehrte Escobar nach Portugal zurück.
1507 wurde er in das Domkapitel zu Sevilla zurückbeordert und übernahm dort die Stelle des Magister Puerorum an der  Kathedrale bis zu seiner Amtsniederlegung 1514.
1521 stand er in Portugal im Dienste des Monarchen Manuel I. als Lehrer der Knaben an der Kapelle seines Sohnes Alfonso. Sein Wirken ist bis 1535 nachweisbar.
Sein musikalisches Schaffen war sehr umfangreich, jedoch wurden seine Werke nur in den wenigsten Manuskripten jener Epoche auf der Iberischen Halbinsel gesammelt.

## Bedeutende Werke
- Clamabat autem mulier Cananea, Motette
- Missa 4v., Messe
- Hostis Herodes, Hymne
- Asperges me, Motette
- Stabat Mater, Motette
- Ave Maris Stella, Hymne
- Deus tuorum militum, Hymne
- Beatus es, Motette
- Salve regina, Antiphon
- Missa pro defunctis